# Седерхат
Седерхат (рум. Sederhat) — село у повіті Арад в Румунії. Адміністративно підпорядковане місту Печика.
Село розташоване на відстані 433 км на північний захід від Бухареста, 13 км на північний захід від Арада, 50 км на північ від Тімішоари.

## Населення
За даними перепису населення 2002 року у селі проживали 308 осіб.
Національний склад населення села:
| Національність | Кількість осіб | Відсоток |
| -------------- | -------------- | -------- |
| румуни         | 250            | 81,2%    |
| угорці         | 54             | 17,5%    |

Рідною мовою назвали:
| Мова      | Кількість осіб | Відсоток |
| --------- | -------------- | -------- |
| румунська | 254            | 82,5%    |
| угорська  | 51             | 16,6%    |